# Oxypoda spectabilis
Oxypoda spectabilis är en skalbaggsart som beskrevs av Johann Christian Friedrich Märkel 1844. Oxypoda spectabilis ingår i släktet Oxypoda, och familjen kortvingar. Arten är reproducerande i Sverige.